# Trawno
Trawno – przysiółek wsi Studzieniec w Polsce, położony w województwie świętokrzyskim, w powiecie koneckim, w gminie Fałków.
W latach 1975–1998 przysiółek należał administracyjnie do województwa piotrkowskiego.